# Marussia B2
La Marussia B2 est une supercar créée par le constructeur automobile russe Marussia Motors. Évolution de la Marussia B1, la B2 s'en distingue par un style extérieur plus agressif. Avec une puissance de 420 chevaux, la B2 devait effectuer le 0 à 100 km/h en 3,8 secondes. 
En mars 2012, le fabricant finlandais d'automobiles spécialisées, Valmet Automotive, et Marussia Motors ont conclu un accord sur la production de voitures de sport Marussia B2 à l'usine Valmet d'Uusikaupunki, en Finlande. 500 unités ont été construites et jusqu'en 2012 tout a été « commandé » selon les informations de l'entreprise, mais 12 à 14 unités ont été réellement vendues avant la faillite de l'entreprise en 2014.

## Dans la culture populaire
La Marussia B2 est présente dans les jeux Need for Speed World, Need for Speed Most Wanted et Need for Speed Rivals d'Electronic Arts ainsi que dans Asphalt 8: Airborne et DriveClub. 